# Edmond Auteveld
Edmond Auteveld (Leuven, 25 december 1913 - Fort van Breendonk, maart 1944) was een Belgische verzetsstrijder.
Auteveld was een kelner in Leuven. Tijdens de Tweede Wereldoorlog schoot hij een Duitse koerier dood en verborg diens motor in een schuur achter zijn huis. Auteveld werd verklikt en opgesloten in het Fort van Breendonk waar hij werd gefusilleerd.